# Sphecodes howardi
Sphecodes howardi là một loài Hymenoptera trong họ Halictidae. Loài này được Cockerell mô tả khoa học năm 1922.